# Rhagodelbus bucharicus
Rhagodelbus bucharicus är en spindeldjursart som beskrevs av Roewer 1941. Rhagodelbus bucharicus ingår i släktet Rhagodelbus och familjen Rhagodidae. Inga underarter finns listade i Catalogue of Life.